# Joseph Dutton

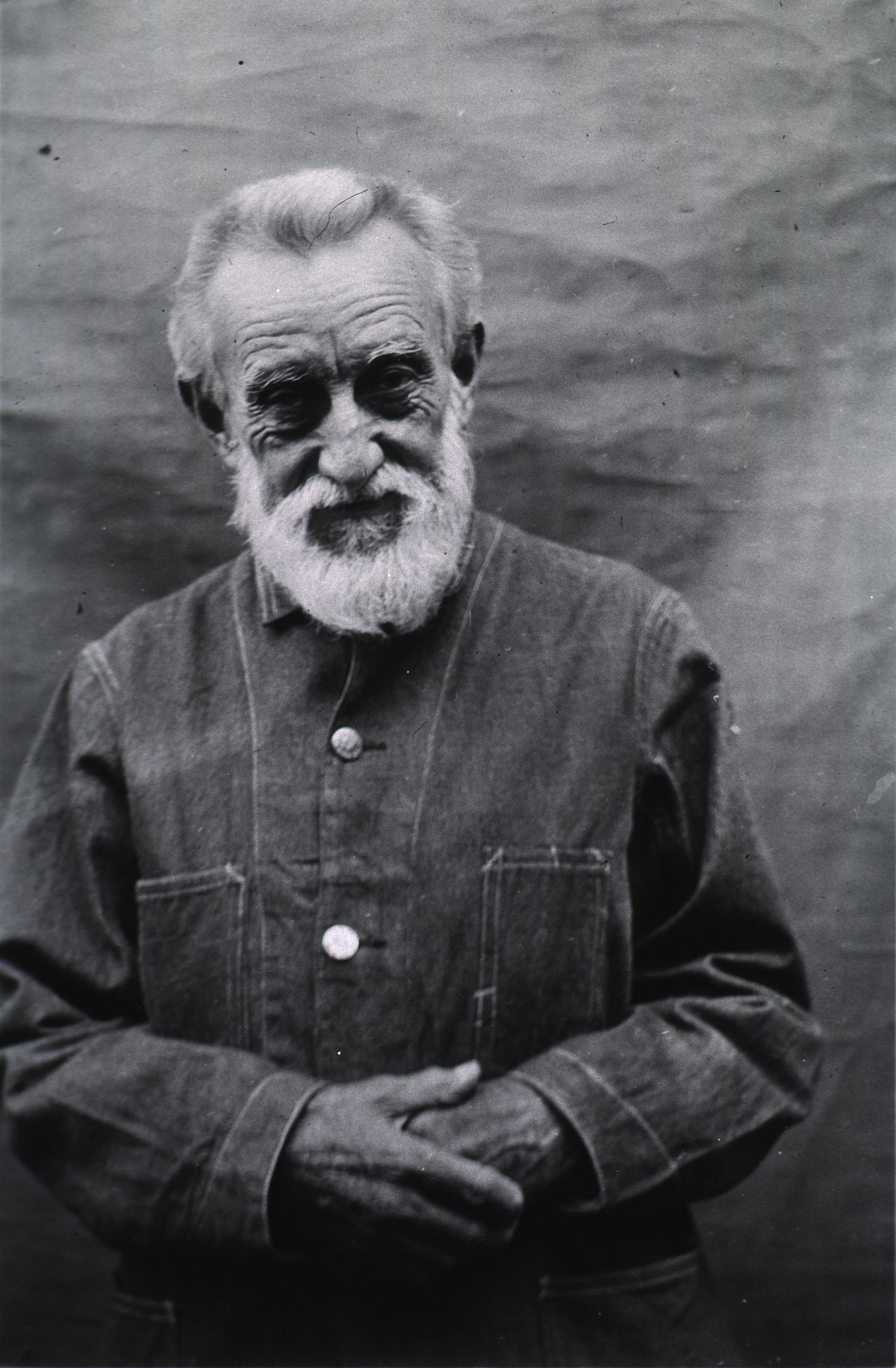
Joseph Dutton

Joseph Dutton (Stowe (Vermont), 27 april 1843 – Honolulu, 26 maart 1931) was een Amerikaanse militair en missionaris uit de orde der Franciscanen. 

## Leven
Dutton diende in de Amerikaanse Burgeroorlog. Na de Burgeroorlog kreeg de protestants opgevoede Dutton alcoholproblemen. In 1883 bekeerde hij zich tot het katholicisme. Hiervoor verbleef hij 20 maanden in een klooster. In 1886 besloot hij naar Kalaupapa op Molokai te trekken, om zich daar te ontfermen over de zieke Belgische Pater Damiaan. Na de dood van Damiaan richtte Dutton een tehuis op. Hij overleed in 1931 in Honolulu en werd begraven in Kalaupapa. 